# Alternativa Social
Alternativa Social (Alternativa Sociale, AS) fue una coalición política extremista y nacionalista italiana liderada por Alessandra Mussolini, nieta del dictador fascista Benito Mussolini. 
Estuvo formada principalmente por Acción Social, escisión de Alianza Nacional liderada por Alessandra Mussolini. En las elecciones al Parlamento Europeo de 2004 obtuvo un eurodiputado; de cara a las elecciones regionales de 2005 la Llama Tricolor se unió a la coalición, pero la abandonó meses después.
La coalición fue miembro de la coalición la Casa de las Libertades para las elecciones generales de 2006, sin lograr ningún escaño. A finales de ese año Alternativa Social de disolvió, disgregándose entre Acción Social, Fuerza Nueva y el Movimiento Idea Social.
Mantuvo muy buenas relaciones con Alternativa Española, a quien consideró su proyecto homólogo en España.